# Mézos
Mézos là một xã, thuộc tỉnh Landes trong vùng Nouvelle-Aquitaine. Xã này có diện tích 89,05 kilômét vuông, dân số năm 2006 là 845 người. Xã này nằm ở khu vực có độ cao trung bình 23 mét trên mực nước biển.

## Biến động dân số
| Năm | 1962 | 1968  | 1975 | 1982 | 1990 | 1999 | 2006 |
| --- | ---- | ----- | ---- | ---- | ---- | ---- | ---- |
| Dân số | 916  | 1 016 | 939  | 810  | 851  | 817  | 845  |
| From the year 1962 on: No double counting—residents of multiple communes (e.g. students and military personnel) are counted only once. |      |       |      |      |      |      |      |